# Timo Juhani Koponen
Timo Juhani Koponen, född 13 januari 1939 i Varkaus, är en finländsk botaniker.
Koponen blev filosofie doktor 1968. Han var docent i botanik 1969–1986 och tillförordnad biträdande professor i propedeutisk botanik vid Helsingfors universitet 1975–1976, tillförordnad kustos 1972–1973 och 1979–1981 samt ordinarie kustos 1981–1985 vid kryptogamavdelningen vid Helsingfors universitets Botaniska museum, professor i botanik vid Helsingfors universitet 1986–2002 och prefekt för Universitetets botaniska trädgård 1992–2002. Sedan 2002 är han ledamot av Finska Vetenskapsakademien.
Koponen hör till världens ledande bryologer. Han har publicerat ungefär 300 arbeten i växtsystematik och växtgeografi; flertalet behandlar bladmossors systematik och ekologi och i många arbeten behandlar han tillsammans med elever och kolleger bladmossfloran i Papua Nya Guinea och i Kina. Han har gjort talrika studie- och forskningsresor till bland annat Australien, Japan, Kanada, Kina, Papua Nya Guinea och Tanzania.
Han var ordförande för International Association of Bryologists 1988–1990, för Östasiatiska forskningssällskapet 1988–1990 och för Nordiska bryologiska sällskapet 1988–1989.